# Declaración de Mayflower
La declaración de Mayflower es un proyecto de filosofía política diseñado para ser compatible con los principales valores y creencias cristianos. Fue adoptada por el Concilio del Christian Peoples Alliance del Reino Unido en septiembre de 2001. Su texto es relativamente sucinto, de apenas 13 páginas.
Tras una breve recapitulación de las creencias y valores cristianos y su relevancia para la política británica, la declaración describe «seis principios-guía que resaltan algunos aspectos básicos de la democracia cristiana». Estos son la justicia, el respeto por la vida, la reconciliación, la compasión activa, la administración sabia y el otorgamiento de poderes.
El documento también contiene una lista de los éxitos de la Christian Peoples Alliance en las políticas de educación, sanidad, bienestar social, defensa, empleo, vivienda, asuntos exteriores, economía, negocios, medio ambiente, crimen, transportes, regeneración, discriminación, cultura, deporte y agricultura.
Por último, la declaración requiere que cada ámbito de la política sea "considerado en relación tanto con los otros ámbitos políticos como con las siguientes áreas prioritarias, para garantizar que todas las políticas sean consideradas por su impacto en una variedad de contextos". Estas "siguientes áreas de atención" son las siguientes: la persona, la familia, la comunidad, la región, la nación y el mundo.